# Grzybówka długoszowa
Grzybówka długoszowa (Mycena alphitophora (Berk.) Quél.) – gatunek grzybów z rodziny grzybówkowatych (Mycenaceae).

## Systematyka i nazewnictwo
Pozycja w klasyfikacji według Index Fungorum: Mycena, Mycenaceae, Agaricales, Agaricomycetidae, Agaricomycetes, Agaricomycotina, Basidiomycota, Fungi.
Po raz pierwszy takson ten opisał w 1876 r. Miles Joseph Berkeley, nadając mu nazwę Agaricus alphitophorus. Obecną, uznaną przez Index Fungorum nazwę nadał mu Pier Andrea Saccardo w 1887 r. Niektóre inne synonimy:
- Mycena osmundicola J.E. Lange 1914
- Prunulus alphitophorus (Berk.) Murrill 1916[2]

Polską nazwę podała w 1987 r. Maria Lisiewska dla synonimu Mycena osmundicola. Jej nazwa gatunkowa pochodzi od paproci długosz królewski (Osmunda regalis).

## Morfologia
Kapelusz
Średnica (1-)3–10 mm, początkowo elipsoidalny do paraboloidalnego z podwiniętym brzegiem, później wypukły do dzwonkowatego ze stopniowo wyprostowującym się brzegiem. Powierzchnia prążkowana do bruzdkowatej, często biało kutnerowata do ziarnistej i lśniąca w kierunku brzegu, o barwie szarawej pod ziarnistym oprószeniem, podczas suchej pogody blednąca do białawoszarej.
Blaszki
Wąsko przyrośnięte do wolnych, wąskie (do 0,75 mm), w liczbie około 18 blaszek dochodzących do trzonu z pojedynczymi międzyblaszkami (l=1), czasami nieco brzuchate, o barwie od białej do szarawej. Ostrza całe, tej samej barwy.
Trzon
Wysokość 20–47, grubość poniżej 1 mm, centralny, cylindryczny, lekko poszerzony u nasady. Powierzchnia gęsto biało-owłosiona, biała do blado szarawej.
Miąższ
W kapeluszu bardzo cienki, szarawy, o niewyraźnym zapachu i smaku.
Cechy mikroskopowe
Zarodniki 7,5–12 × 4,5–6,8 μm, Q = 1,6–2,0, elipsoidalne, gładkie, amyloidalne. Podstawki 12,0–22,5 × 7–10 μm, 2- i 4-zarodnikowe, ze sprzążkami (zazwyczaj trudnymi do zaobserwowania), sterygmy o długości 3,2–5,6 μm. Cheilocystydy 16–37,6 × 4,8–21,6 μm, maczugowate, szeroko cylindryczne, kulistoszypułkowe lub prawie kuliste, z gęsto i równomiernie rozmieszczonymi krótkimi, cylindrycznymi kolcami 0,8-1,6 × <0,8 μm, ze sprzążkami, tworzące sterylną krawędź blaszek. Pleurocystyd brak. Komórki skórki złożone z łańcuchów krótkich, wąskich do silnie nabrzmiałych strzępek o średnicy 3,2–15 μm, cienkościenne, szkliste, gęsto pokryte krótkimi, cylindrycznymi kolcami podobnymi do kolców na cheilocystydach. Warstwa pod skórką złożona z nabrzmiałych komórek, w odczynniku Melzera brązowawo-winnych. Trama blaszek podobna. System strzępkowy w trzonie monomityczny, strzępki w odczynniku Melzera brązowo-winne. Strzępki kory trzonu gładkie, cienkościenne, szkliste, bez sprzążek. Komórki końcowe 14,5–175(–300) × 9,5–14,5 μm, maczugowate do cylindrycznych, obfite, cienkościenne, szkliste, gęsto pokryte na większości długości krótkimi, cylindrycznymi kolcami podobnymi do kolców podobne do cheilocystyd; te zlokalizowane u podstawy trzonu szeroko maczugowate, 28–50 × 12–30,5 μm, gęsto splątane.
Gatunki podobne
Podobna jest grzybówka delikatna (Mycena tenerrima = M. adscendens), która ma mniejszy kapelusz, krążkowato poszerzoną podstawę trzon, typowo 4-zarodnikowe podstawki, różnie ukształtowane cheilocystydy i grzybnię u podstawy trzonu.

## Występowanie i siedlisko
Podano stanowiska Mycena alphitophora w Ameryce Północnej, Środkowej i Południowej, Europie, i Azji. Władysław Wojewoda w zestawieniu grzybów wielkoowocnikowych Polski w 2003 r. przytoczył 3 stanowiska (wszystkie w ogrodach botanicznych), w 2010 r. W. Wojewoda i Karasiński podali jeszcze jedno.
Grzyb saprotroficzny pochodzący z obszarów o klimacie tropikalnym. W Polsce notowany na korzeniach paproci długosz królewski, ale występuje także na obumarłych pędach różnych paproci, a także na igłach drzew iglastych, liściach oraz szczątkach drzewnych i pniach pokrytych mchem.